# Certosa di Serra San Bruno
La certosa di Serra San Bruno (anche Certosa dei Santi Stefano e Bruno) è un monastero certosino situato vicino all'omonima cittadina in provincia di Vibo Valentia. Sorge a circa 815 metri s.l.m.

## Storia

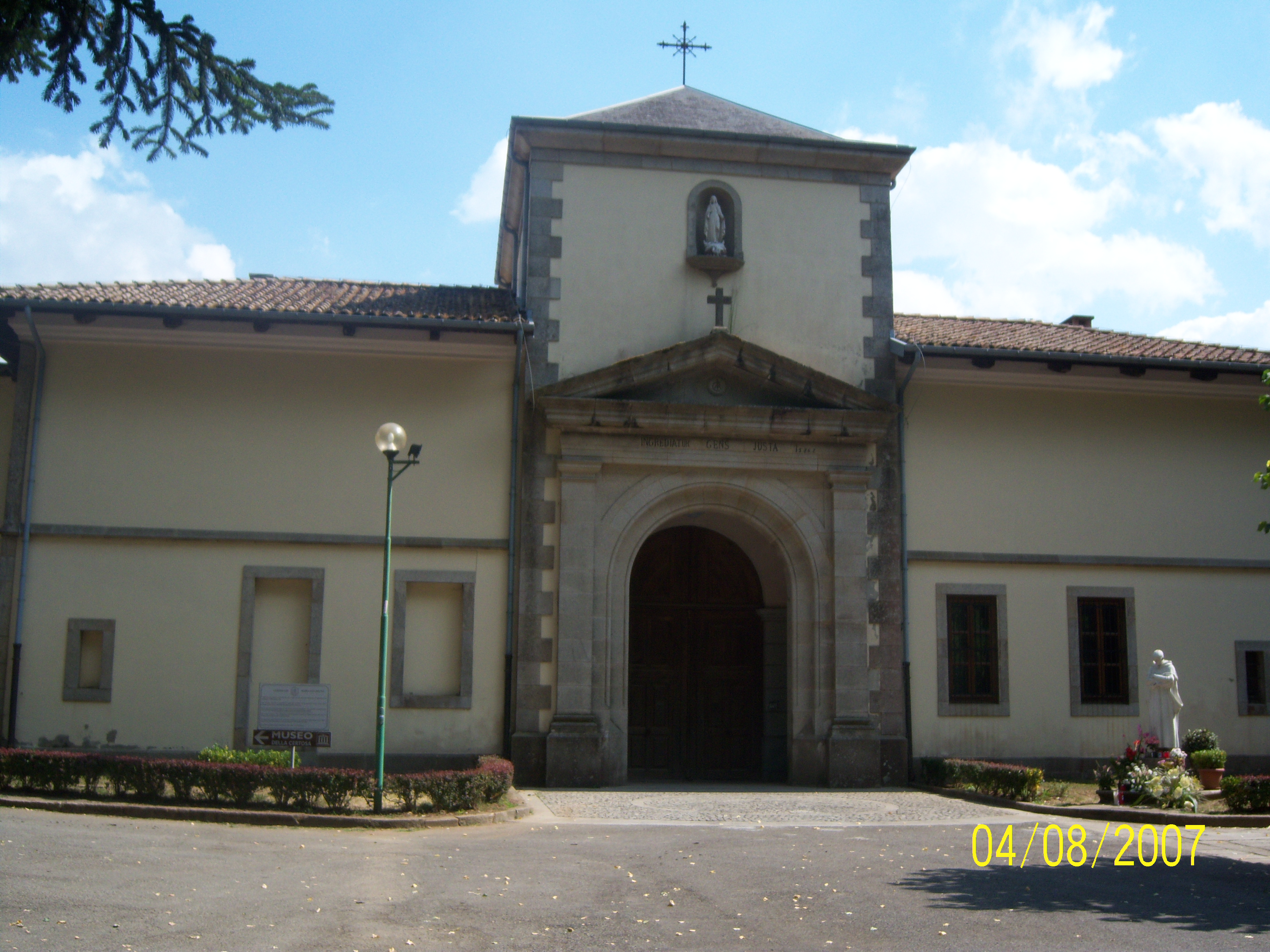
Certosa di Serra San Bruno

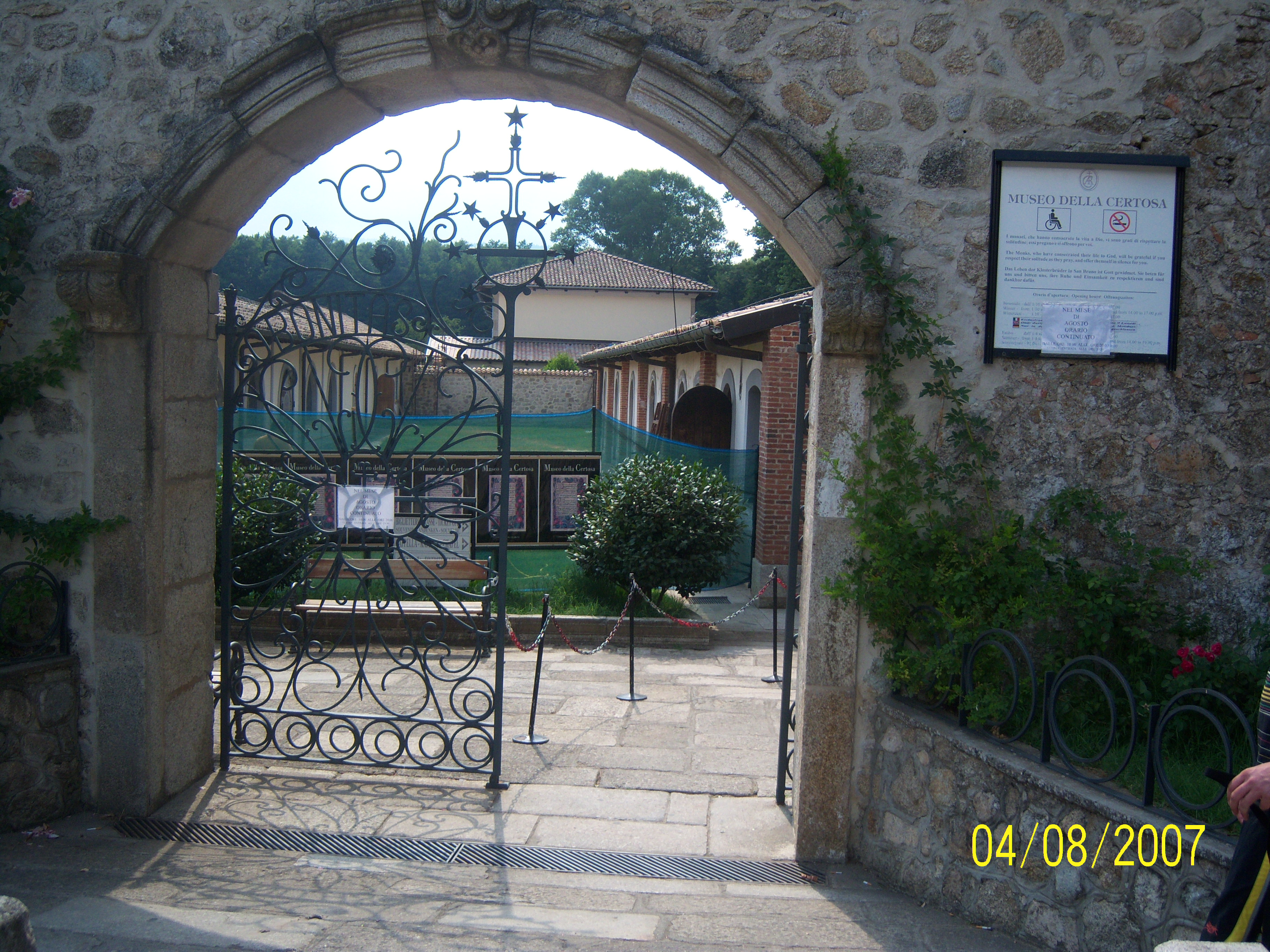
Ingresso del Museo della Certosa

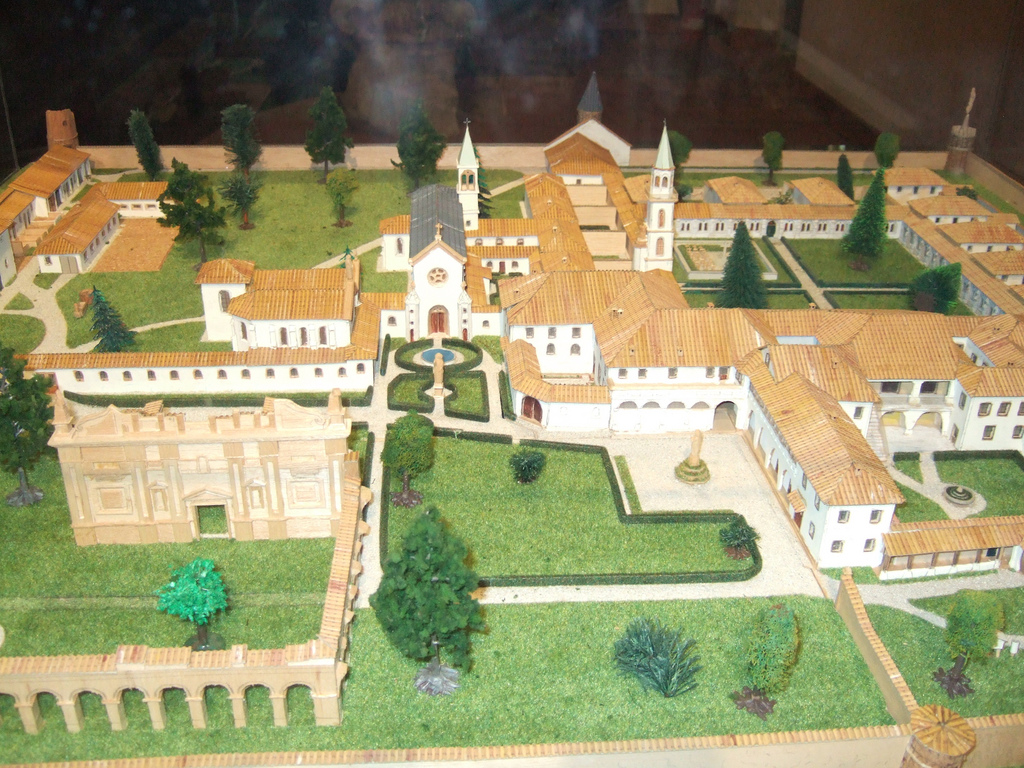
Plastico della Certosa

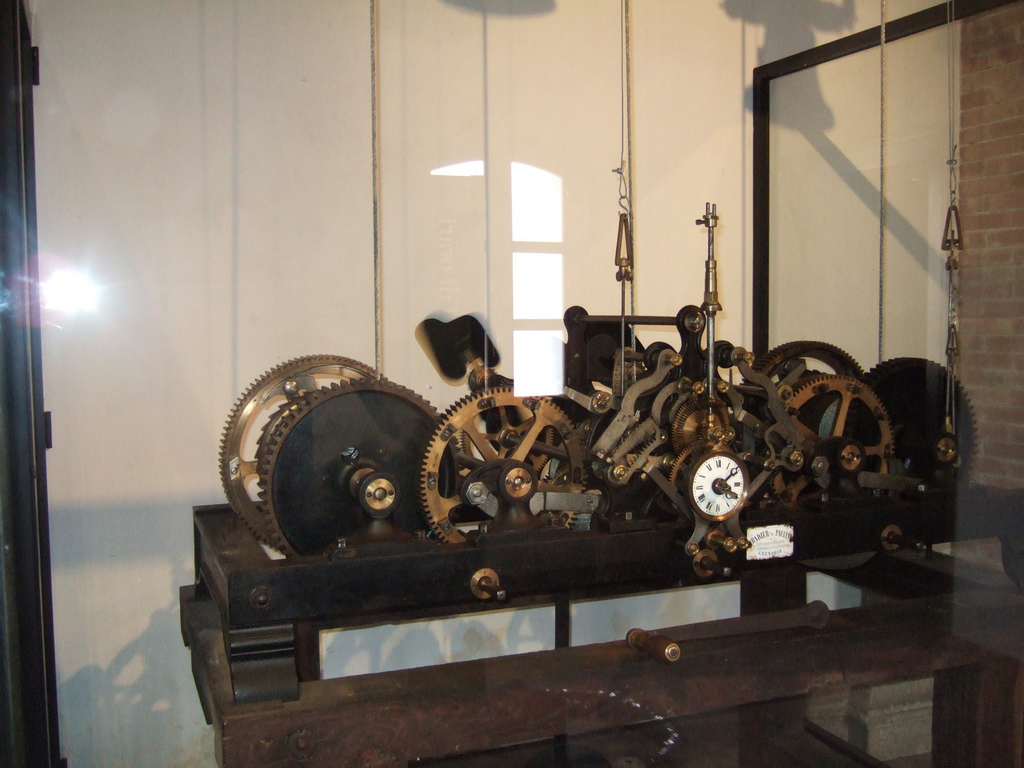
Museo della certosa

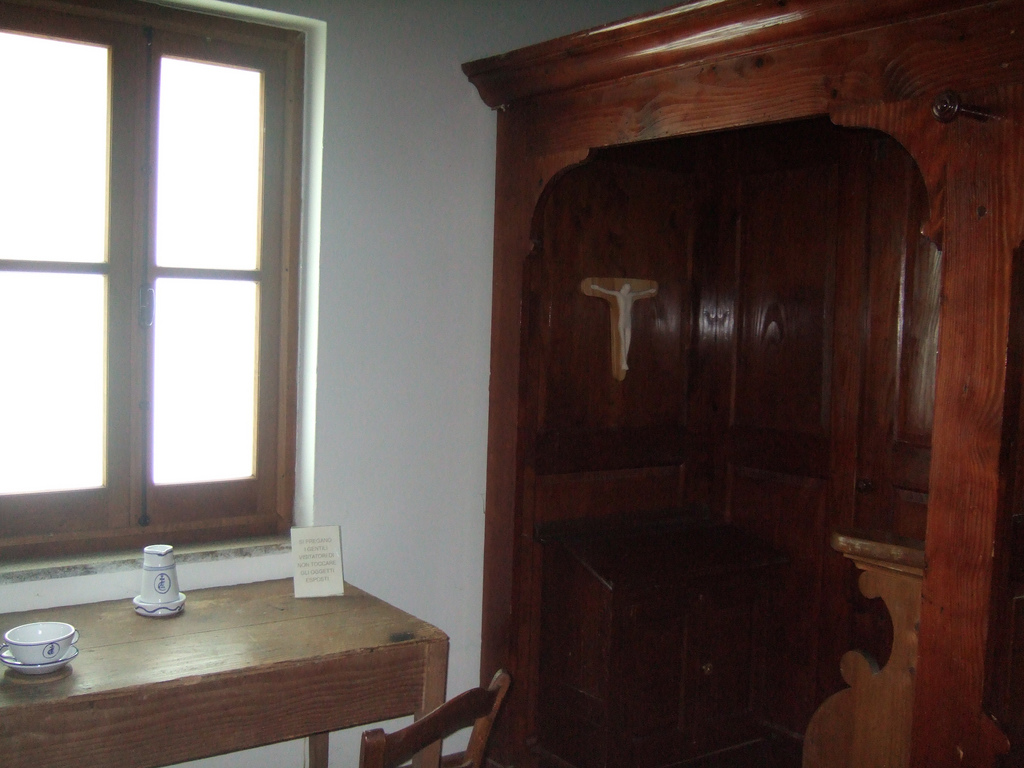
Cella dei Certosini

### Origine
Fondata il 24 giugno 1084 in Francia, nei dintorni di Grenoble, la prima Abbazia certosina, sei anni più tardi Bruno di Colonia fu convocato presso la corte vaticana da Odon de Châtillon (suo ex discepolo, tra il 1056 e il 1076, alla scuola del Duomo di Reims), giunto in Italia nel 1080 ed eletto pontefice nel 1088 col nome di Urbano II. Costretto a stabilirsi sull'Isola Tiberina causa l'ostilità della Curia romana, favorevole al reinsediamento (1087) dell'antipapa Clemente III (Guiberto di Ravenna), tra il 1089 e il 1098 Urbano II soggiornò ripetutamente nei territori dell'Italia meridionale conquistati dai Normanni. Se non già nel 1089, negli anni 1090-1091 Bruno fu certamente al seguito del papa nel Ducato di Calabria, ove gli venne offerta la nomina di vescovo. Bruno declinò l'offerta e ottenne dal pontefice il consenso di potersi ritirare in solitudine sull'Altopiano delle Serre calabresi, in un fondo fra Arena e Stilo donatogli da Ruggero I d'Altavilla.
Qui, nella località chiamata Torre, a circa 835 metri di altitudine, nel cuore della Calabria Ulteriore, l'attuale Calabria centro-meridionale, Bruno fondò nel 1091 l'Eremo di Santa Maria di Turri o del Bosco. Non diversamente che a Grenoble, le celle dei padri eremiti - capanne di legno e fango, rustiche e primitive, ma solide abbastanza da resistere al peso della neve - erano distribuite intorno alla chiesa monastica: un edificio in muratura di piccole dimensioni, probabilmente simile alla Cattolica di Stilo o alla chiesa di S. Ruba in Vibo Valentia. La chiesa fu consacrata solennemente il 15 agosto 1094 alla presenza di Ruggero I di Calabria e Sicilia che, per l'occasione, volle ampliare la sua precedente donazione in favore di Bruno includendovi ulteriori appezzamenti di Stilo e i casali di Bivongi e Arunco (Montepaone).

In una lettera (1097) indirizzata a Raoul le Vert, uno dei due compagni che fecero insieme con lui il voto di consacrarsi alla vita monastica, Bruno descrisse così la natura del luogo:
Bruno ottenne il terreno mediante un atto steso a Mileto nel 1090. Arrivato nell'alta valle del fiume Ancinale, nelle vicinanze di Spadola (unico abitato allora esistente), ne seguì il corso verso una sorgente che si perdeva in un dedalo di piccole valli, di burroni e dirupi, dietro la radura di Santa Maria. Proprio in questa radura egli trovò «una buona fontana». Vicino alla stessa fontana vi era una piccola grotta e San Bruno si rallegrò d'aver trovato il luogo ideale per una fondazione monastica. Egli cominciò, quindi, ad organizzare i gruppi ed a fissare la loro rispettiva dimora: i padri, nella conca e radura del bosco (Eremo di Santa Maria); i fratelli conversi, con i servizi domestici, a circa due chilometri di distanza, nel monastero di Santo Stefano, destinato anche a ricevere coloro che non potevano seguire completamente le regole del deserto.
Più tardi, attorno al 1094, quando il conte Ruggero gli assegnò il guardaboschi Mulè (con figli), Bruno fece in modo che gli operai impegnati nella costruzione dell'Eremo e della Certosa, parte dei quali sposati, si stabilissero a una certa distanza dai monaci, perché questi fossero da loro nettamente separati. Sorsero così le prime abitazioni che furono all'origine del paese di Serra.
Bruno, riprendendo il genere di vita che aveva condotto in Francia, trascorse così, nell'eremo di Santa Maria e nella vita contemplativa in solitudine, gli ultimi dieci anni della sua esistenza.
Avvenne in questo periodo una memorabile visita, l'incontro di Bruno con Lanuino (anche conosciuto come Landuino), il suo successore nel governo della comunità della Certosa francese, che intraprese un lungo e faticoso viaggio per incontrarsi con il fondatore dei certosini. Lanuino affiancò Bruno nella conduzione della comunità eremitica a tal punto che i diplomi di concessione, sia quelli normanni che quelli pontifici era indirizzati agli «amati figli Bruno e Lanuino». Alla morte di Bruno la successione di Lanuino sembrava quindi certa ma evidentemente si verificarono dei dissensi all'interno della comunità e per appianarli dovette intervenire, quale legato papale, Riccardo cardinale vescovo di Albano che riuscì a risolvere la vertenza con successo, infatti il 26 novembre 1101 papa Pasquale II confermava l'elezione ingiungendo a Lanuino di recarsi presso il Vaticano per il sinodo Lateranense del 1102. Lanuino rimase in carica fino al 1116 e assolse in questo periodo vari delicati incarichi per il pontefice diventando quasi un delegato apostolico; si occupò dell'annosa vicenda che coinvolgeva il monastero di San Giuliano di Rocca Falluca in cui un abate ritenuto indegno non voleva abbandonare la carica ed esaminò, insieme con i vescovi di Reggio e Catania e l'abate di Sant'Eufemia le accuse mosse contro l'arcivescovo di Palermo Gualtiero. Nel frattempo aumentavano le donazioni e le immunità concesse da i re normanni alla certosa portando questa a divenire una grande signoria feudale.

### Periodo cistercense

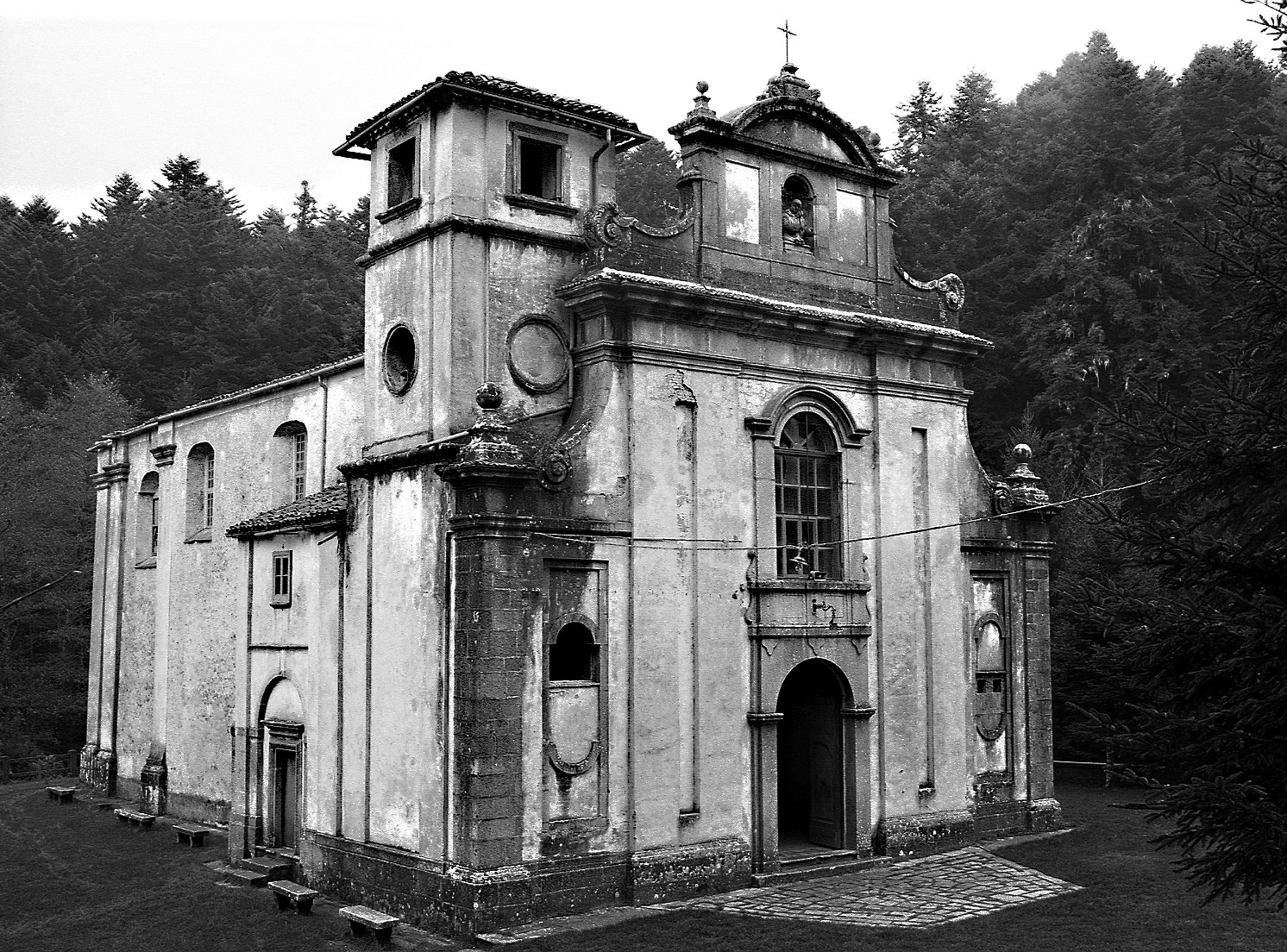
La chiesa di Santa Maria del Bosco

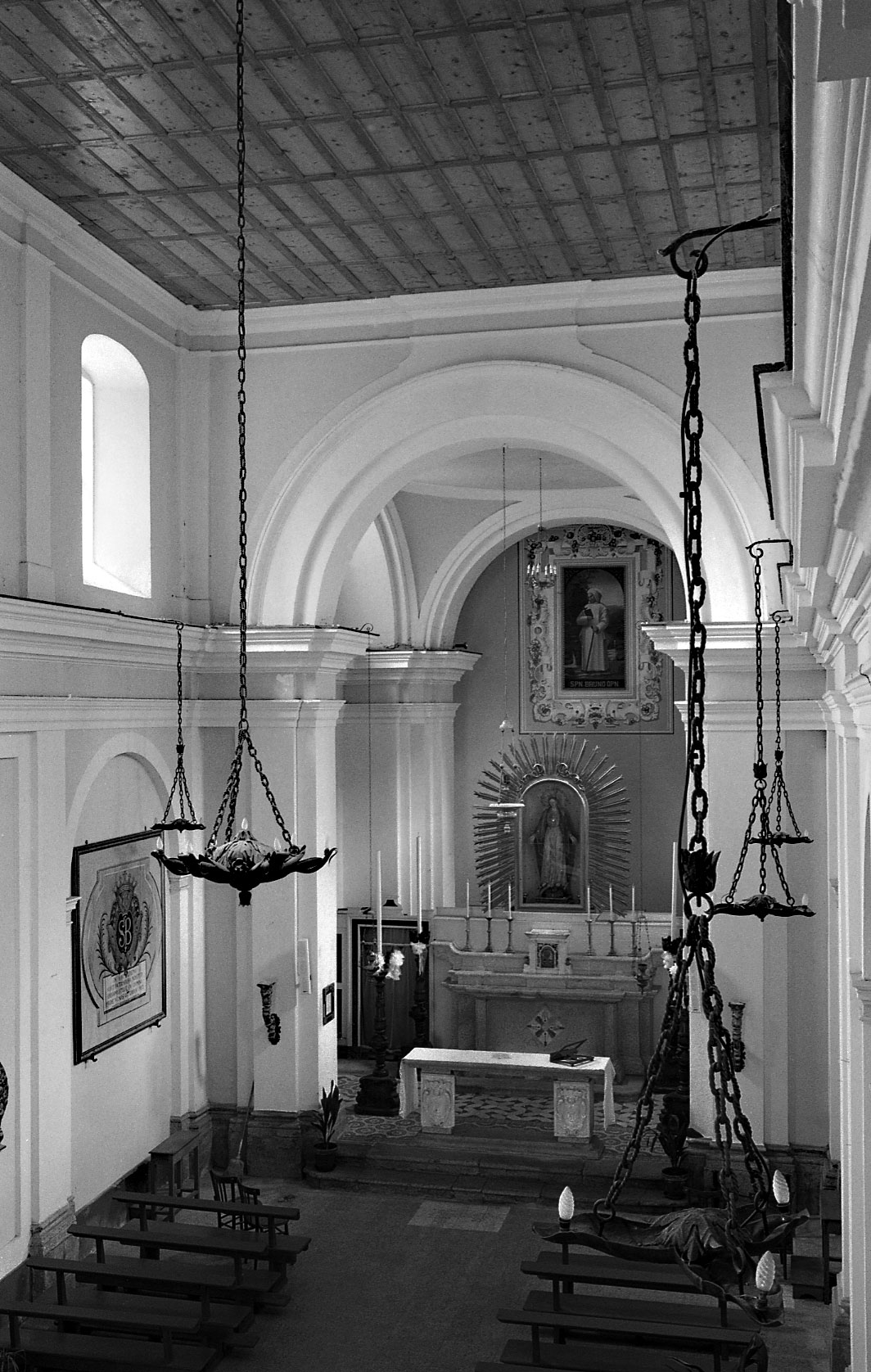
Interno della chiesa di Santa Maria dell'Eremo

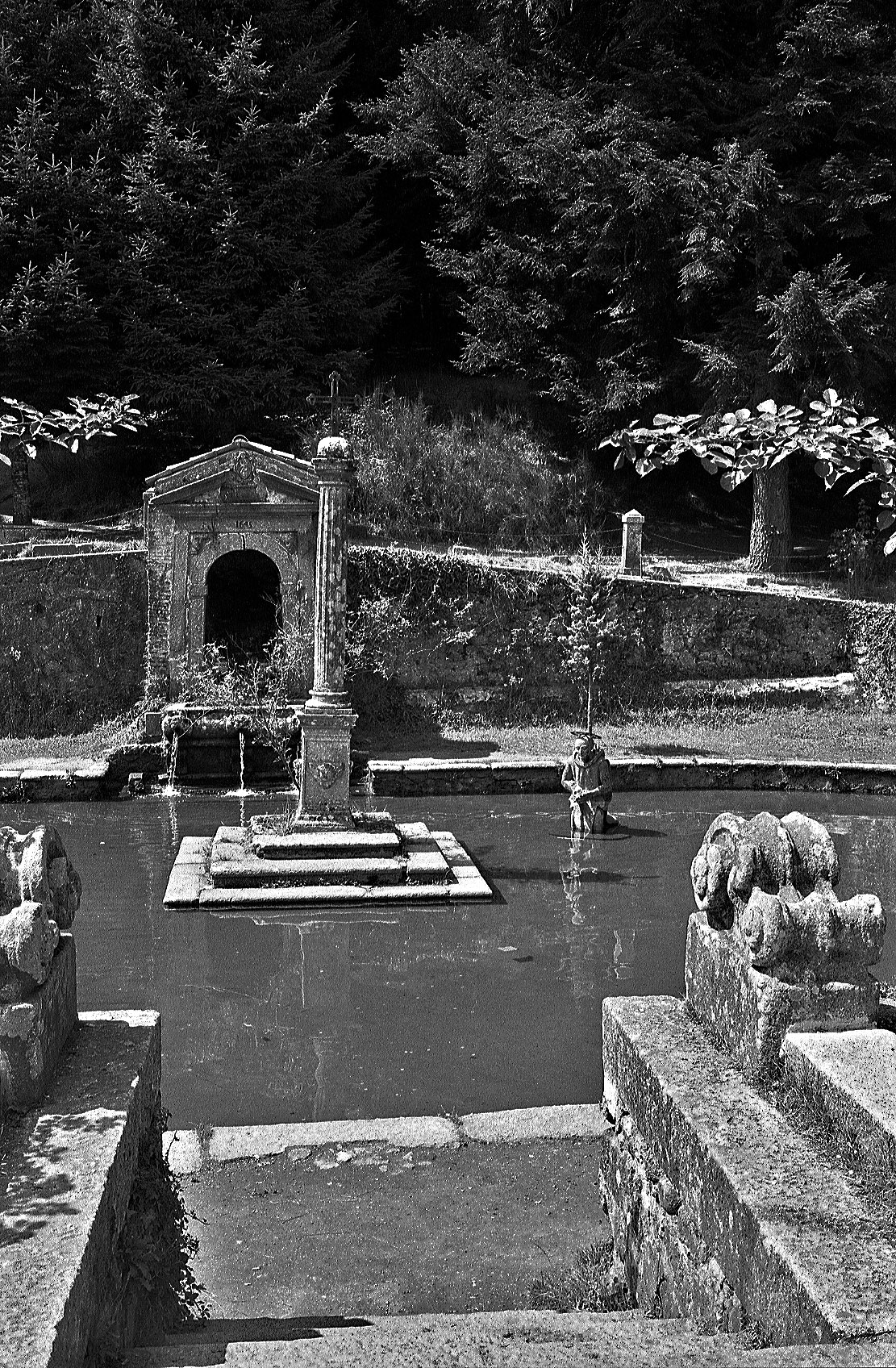
Il laghetto delle penitenze

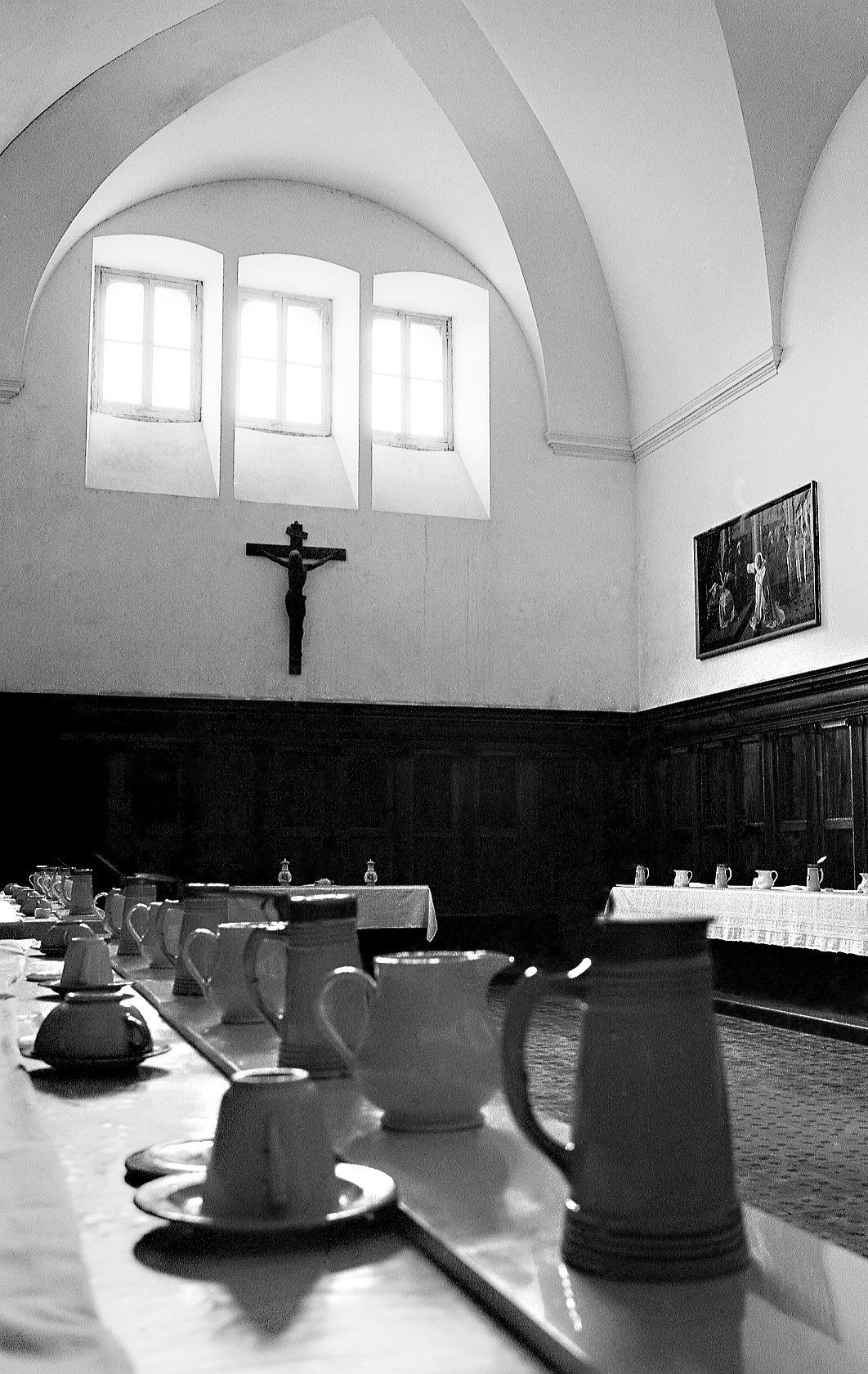
Il Refettorio della Certosa (sec. XX)

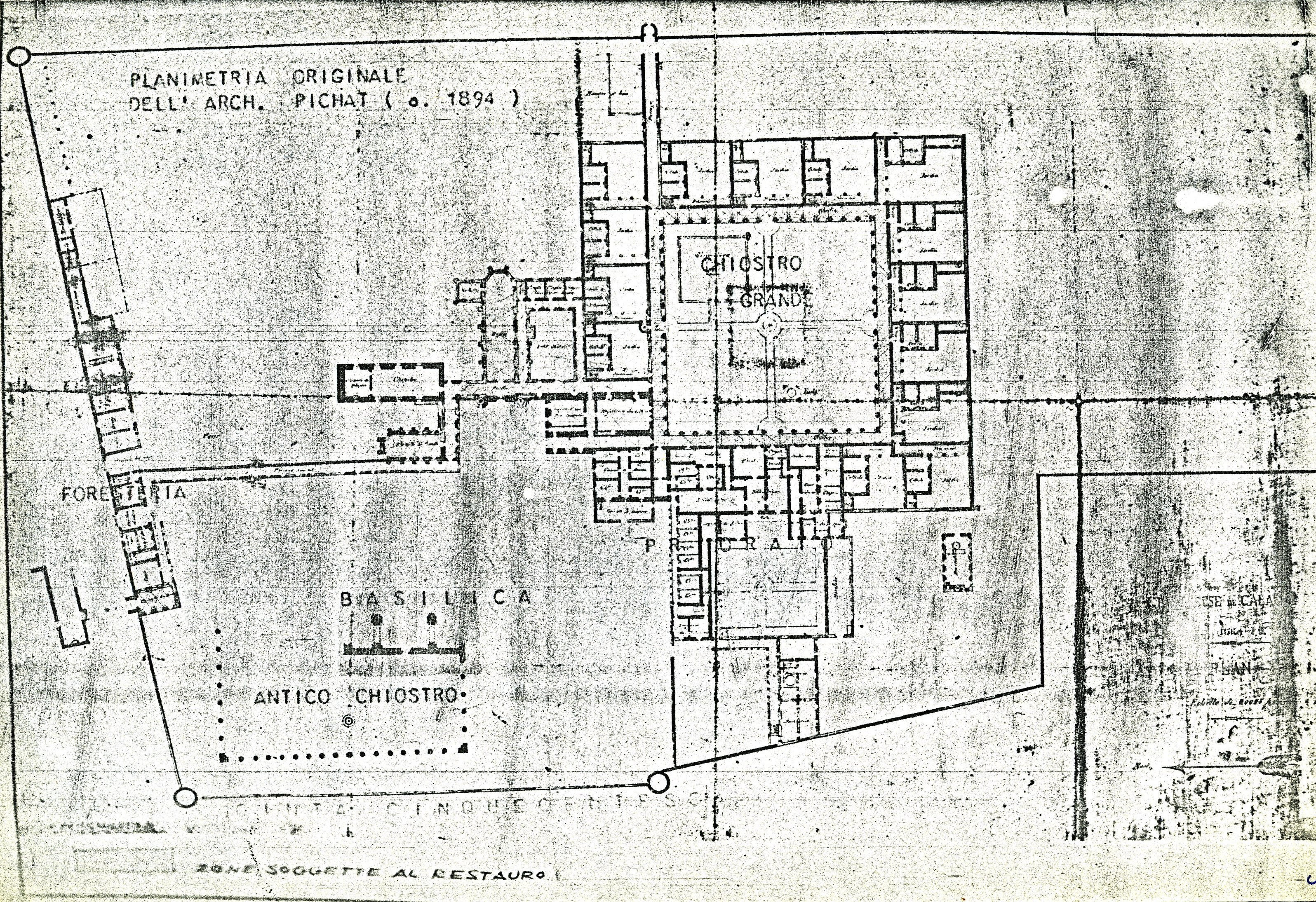
F. PICHAT, Planimetria generale della Certosa (1891-1894)

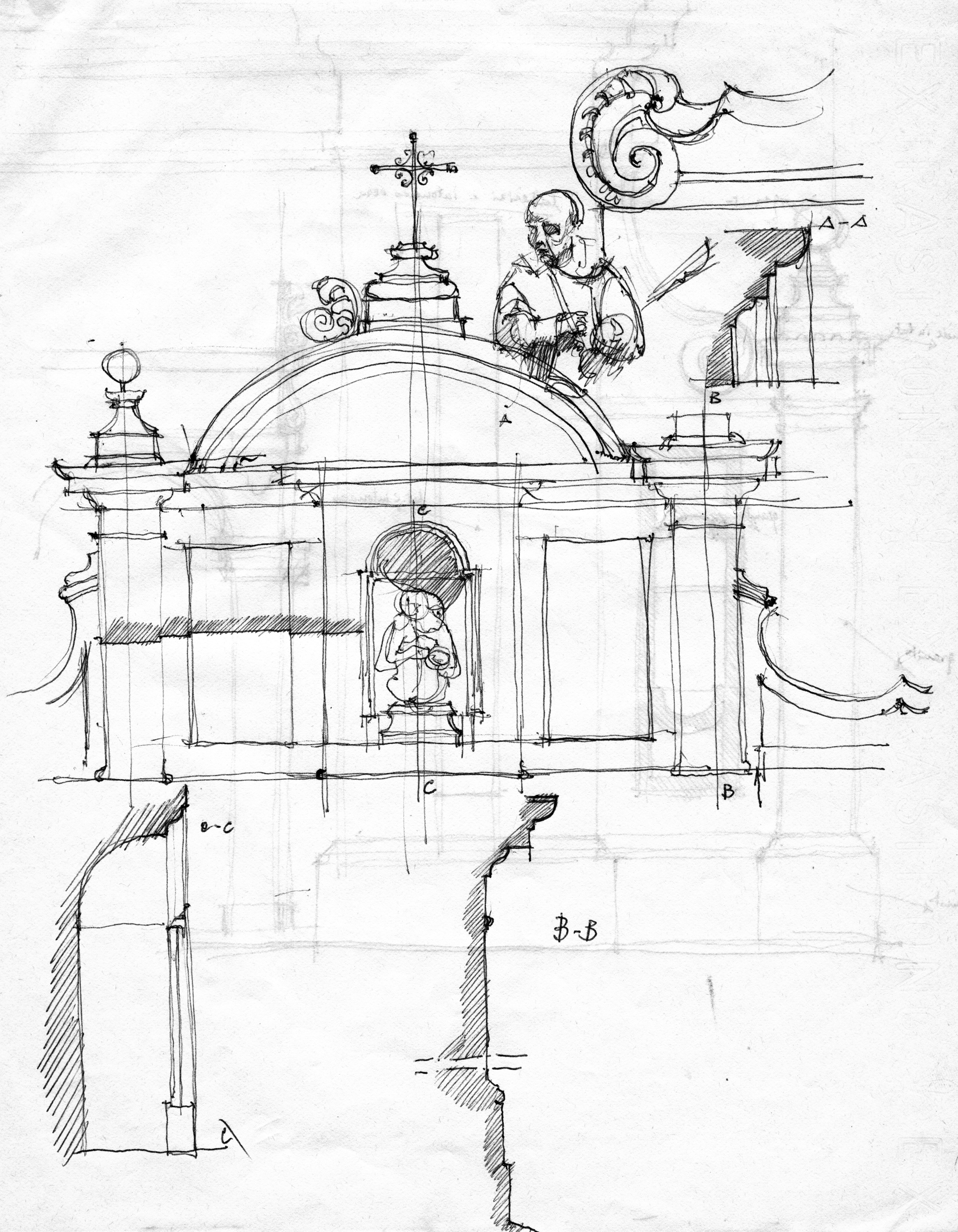
A. FICHERA - Studio dal vero delle membrature del fastigio

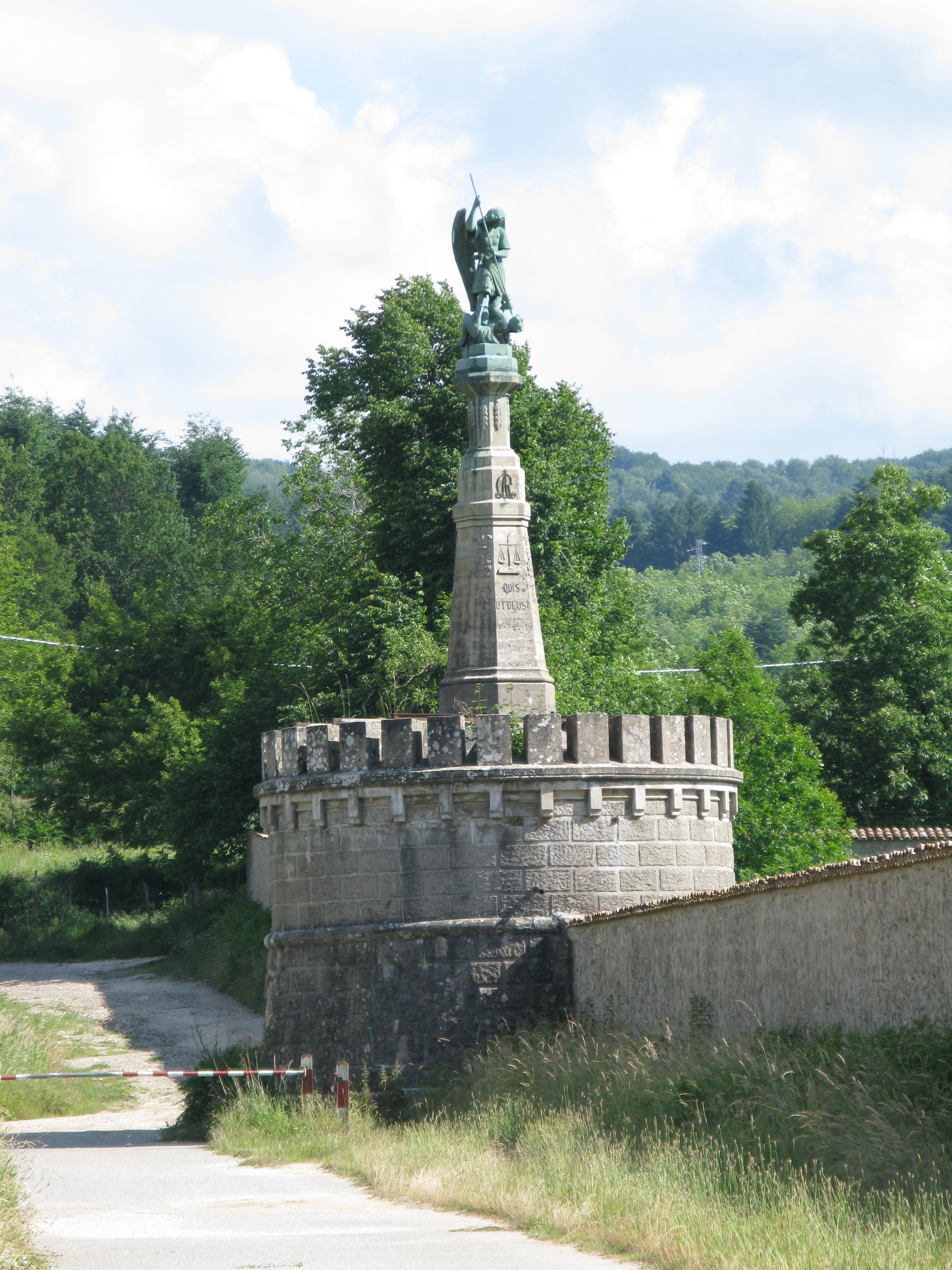
Torre di San Michele

Determinato a trasformare la Casa "inferiore" di S. Stefano del Bosco in una comunità di tipo cenobitico sul modello così delle lavre bizantine come delle abbazie disciplinate dalla regola benedettina, nel 1192 Guglielmo da Messina - quindicesimo successore di Bruno e per la terza volta Maestro dell'Eremo di S. Maria - intrattenne i primi contatti con Gualtiero, priore dell'abbazia cistercense di Fossanova (Latina); indi si recò a Roma per chiedere al papa Celestino III (Giacinto di Bobone Orsini) "che la Certosa di Santo Stefano abbracciasse l'Istituto Cisterciense, che in quella stagione con grido grande di santità, e di rigore a meraviglia fioriva" La transizione del Monastero di S. Stefano del Bosco dall'Ordine certosino all'Ordine cistercense, sancita con bolla pontificia dell'11 dicembre 1192 e assecondata dalla maggior parte dei confratelli di Guglielmo, comportò da un lato il totale abbandono dell'Eremo di S. Maria e dall'altro l'affermazione del Monastero di S. Stefano quale maggior centro ecclesiastico, amministrativo e organizzativo del Meridione, dotato di un patrimonio fondiario vastissimo con feudi e grange disseminate dalla Calabria Ultra, alla Puglia, alla Sicilia. Patrimonio talmente esteso e cospicuo da indurre a reprimere e scoraggiare perfino con la scomunica i reiterati tentativi di usurpazione messi in atto dai proprietari limitrofi.
Dell'attività edilizia promossa da Guglielmo, primo abate cistercense di S. Stefano, e ripresa fino al 1411 da tutti e 41 i suoi successori, non si conserva traccia alcuna e neppure materiale d'archivio. Tuttavia è probabile che, ereditata la chiesa monastica in muratura, tra il 1192 e il 1411 furono costruiti il muro di cinta, il chiostro, il refettorio, il Capitolo, il dormitorio, il dispensario e gli altri servizi. Attività ininterrotta e di ampio respiro; ma condotta con ben poca considerazione dell'aspetto architettonico e strutturale degli edifici. Che di fatto deperirono rapidamente: o per cause naturali - agenti atmosferici e movimenti sismici (già nel 1278 l'Abbazia appariva "molto patita negli edifizj"); o per la colpevole incuria degli 11 abati commendatari che tra il 1411 e gli inizi del 1500 si succedettero al governo del Monastero, "persone che né punto, né poco cura alcuna non si prendevano della sua decadenza, vie sempre più di male in peggio andavano le cose, che al medesimo s'apparteneva, cercando ognuno d'approfittarsi a di lui costo, come meglio potea loro riuscire" [...]"In tale stato di cose ben si può immaginare quanto divenuto fosse il Cenobio di S. Stefano da se diverso, e dai principi suoi. L'osservanza religiosa affatto decaduta: le fabbriche o dirute, o che minacciavano ruina: i sacri arredi, e scarsi, ed o logori, o smunti. In somma tutto spirava dilapidamento, tutto miseria, e tutto orrore.".
Né si può escludere che, restituito definitivamente il monastero all'Ordine bruniano, gli stessi certosini abbiano demolito quanto risultava d'intralcio alla realizzazione della seconda Certosa, tanto più se dismesso o fatiscente. A tutto ciò seguirono nel 1783 la distruzione dell'intero complesso edificato tra il 1514 e il 1600 e infine, sullo scorcio del 1800, la ricostruzione ex-novo di S. Stefano in attuazione di un progetto relativamente incline al recupero delle preesistenze; e anzi tale da comportare ulteriori demolizioni proprio a danno delle vestigia cinquecentesche di maggiore interesse sotto il profilo storico e architettonico.

### Reintegro dell'Ordine certosino
Risoltosi con un nulla di fatto il primo tentativo (1496) volto a restituire ai Certosini il Monastero di S. Stefano affrancandolo finalmente dalla Commenda, nel 1513 il nuovo abate Luigi d'Aragona, forte del parere favorevole espresso dalla Corte di Napoli, ottenne anche il consenso del pontefice Leone X (Giovanni de' Medici) che ne informò il priore della Grande Chartreuse di Grenoble ove, nel 1514, vennero definite le necessarie disposizioni attuative. La cerimonia della riconsegna ("recuperazione") della Certosa di S. Stefano ebbe luogo in forma solenne il 27 febbraio 1514, alla presenza dei priori delle Case meridionali (Napoli, Capri, Padula, Chiaromonte) e degli esponenti più rappresentativi dell'aristocrazia calabrese e napoletana. Il 1º marzo 1514 il certosino bolognese Costanzo De Rigetis, già delegato dal Capitolo Generale a riprendere ufficialmente possesso del monastero, ne assunse di fatto la reggenza in qualità di priore. Suo è il celebre "Libretto della Ricuperazione", vergato a mano nel 1523, nel quale egli descrive tutto ciò - documenti, ruderi, leggende, ricordi - che aveva trovato sul posto al suo arrivo in Calabria. (Una trascrizione del Libretto, curata nel 1629 da un tale Severo Travaglione, si conserva attualmente nella biblioteca della Certosa di Grenoble).
Restituito il Monastero di S. Stefano all'Ordine certosino, non vi fu priore che "in tempo del suo governo non vi abbia speso in fabbriche, ed altri abbellimenti più, e più migliaja di scudi, e sovente o per magnificenza, senza tacer che pure talvolta per capriccio, o per far pompa de' propri ingegnosi talenti, altri abbattendo, ed atterrando ciò, che taluno si era ingegnato, e lusingato di voler eternare, tutta la Casa ha mutato di aspetto, cosicché appena si può mostrare col dito, e dire: Qui fu l'antica Certosa...". Di ciò che nel corso di almeno due secoli ciascuno ritenne di poter fare e disfare senza vincoli di sorta né limite di spesa, oggi non restano che ruderi e frammenti. Tuttavia, attingendo alle annotazioni del Tromby, fondate per lo più su osservazioni dirette e/o documenti coevi custoditi fino al 1783 nell'archivio della seconda Certosa, è possibile delineare una cronologia necessariamente essenziale e schematica ma sufficientemente attendibile degli interventi più impegnativi o di maggiore importanza. Si va così dai primi lavori di restauro intrapresi su iniziativa del De Rigetis (1514); all'ampliamento del chiostro grande, articolato su due livelli e dotato di 24 celle (1523); al consolidamento del muro di cinta, rafforzato con 7 torri di guardia (1536); al completamento del chiostro e alla costruzione del Refettorio (1543);al completamento della nuova chiesa conventuale (1600); alla creazione del laghetto artificiale delle penitenze (1645); alla risistemazione del cosiddetto Dormitorio (1776).
Iniziata nel 1523 su disegno non già del Palladio e neppure di Giacomo Del Duca, bensì di un modesto quanto anonimo architetto lombardo, la chiesa conventuale si sviluppava su pianta a croce latina, con una sola navata centrale e otto cappelle laterali. Una cupola di considerevole altezza, rivestita esternamente di piombo, era situata all'incrocio della navata e del transetto. Ripartita in due ambiti nettamente distinti, riservati rispettivamente ai padri eremiti e ai conversi, la chiesa ospitava opere marmoree - altari e sculture - di pregevole fattura e si dice fosse abbellita con dipinti di Mattia Preti, Luca Giordano e Giuseppe Ribera.

### Il terremoto del 1783
Già seriamente danneggiata dai numerosi terremoti che a partire dal 1604 si registrarono in Calabria, ma ancor più gravemente per effetto dei moti tellurici del 1638 e del 1693, il 7 febbraio 1783 la Certosa di S. Stefano fu ridotta a un ammasso di macerie da un sisma devastante del 9º grado della scala Mercalli. Ceduta in più parti la recinzione perimetrale dell'Abbazia; parzialmente crollati il Capitolo, il Refettorio, il Priorato, il chiostro dei conversi e quello dei procuratori; rase al suolo le 24 celle dei padri eremiti, dell'imponente complesso edificato a più riprese nel corso del Cinquecento in pratica non restarono che l'ordine inferiore della facciata della chiesa conventuale (ritenute malsicure, le opere murarie che ne delimitavano ancora la navata furono demolite nel 1895), 34 arcate del chiostro grande (originariamente articolate su due livelli) e la vera da pozzo al centro di esso.
Ridottisi a vivere nella più grande miseria e in povere baracche allestite alla meglio tra le rovine, nel 1808 i religiosi dovettero abbandonare le loro precarie dimore in seguito alla soppressione dei monasteri decretata il 13 febbraio 1807 da Giuseppe Bonaparte. Sebbene di poco, l'esodo imposto dai Francesi fu preceduto da una consistente dispersione in beni materiali attraverso la Cassa Sacra che, istituita nel 1784 "per alleviare in qualche modo le sofferenze della popolazione colpita, si dimostrò un secondo flagello, peggiore del primo. I funzionari governativi, mandati sul posto a gestirla, asportarono quanto di meglio ci fosse: oggetti sacri in metallo pregiato, suppellettili, ..., documenti d'archivio, libri di sicuro valore". Poi furono 32 anni di completo abbandono. Ormai terra di nessuno, la Certosa divenne oggetto di ruberie e saccheggi che culminarono nell'inverno 1820-1821, allorché la chiesa monastica venne spogliata di tutto - marmi, altari, dipinti ed ogni altro oggetto di arredo.
I monaci poterono riprenderne possesso soltanto nel 1840 per allontanarsene di nuovo, ma volontariamente, nell'autunno del 1844; anche perché turbati dalla perdita del confratello portinaio Arsène Compain, ucciso dai briganti. Per concessione di Ferdinando II, vi fecero definitivamente ritorno con cerimonia solenne il 4 ottobre 1857, adattandosi a vivere alla meglio tra le rovine per qualche decennio ma provvedendo in proprio alle riparazioni più urgenti. Nel 1889 il Capitolo Generale di Grenoble affidò a François Pichat, architetto dell'Ordine, il compito di redigere un progetto complessivo di ricostruzione e restauro. Improntato alla riproposizione dei tipi edilizi e del repertorio morfologico romanico e barocco, il piano messo a punto da Pichat fu realizzato in modo sistematico e continuativo solo a partire dal 1894, in seguito a un sopralluogo dell'architetto francese in Calabria.
Nel corso di sei anni di lavoro si portarono a compimento la nuova chiesa monastica e le cappelle private, il grande chiostro e le 14 celle dei padri, la torre dell'orologio in sostituzione del vecchio campanile, la Foresteria, i luoghi di preghiera e di incontro, la Procura e gli altri servizi, le stalle e i depositi. In pari tempo si procedette alla ristrutturazione delle preesistenze cinquecentesche ancora recuperabili: il Refettorio, la Sala del Capitolo, la Biblioteca e la Cappella delle reliquie. Il nuovo complesso venne inaugurato nella festa di Pasqua del 1899, mentre la consacrazione della nuova chiesa ebbe luogo il 13 novembre del 1900.

### 1900 ad oggi
- Tra il 1903 e il 1913 fu portato a termine il restauro della chiesa seicentesca di S. Maria dell'Eremo, laddove i lavori di scavo e pavimentazione condotti tra il 1976 e il 1979 hanno messo in luce i resti dell'originaria costruzione normanna e un ossario del primo secolo di vita certosina.
- Alcide De Gasperi -a fine ottobre del 1951- visitò la Certosa
- Il 5 ottobre 1984 papa Giovanni Paolo II visitò la Certosa.
- Il 21 marzo 2001 il Patriarca Ecumenico di Costantinopoli, Bartolomeo I, visitò la Certosa con scambio di doni con la Comunità Certosina.
- Il 30 giugno 2001 Paola Ruffo di Calabria, regina del Belgio, andò in visita alla Certosa[10].
- Il 9 ottobre 2011 papa Benedetto XVI fece visita alla Certosa.

## Descrizione
Ha una biblioteca con 25.000 volumi ancora oggi in ampliamento.

## Documentari
La Rai l'8 ottobre 2011 trasmette a tg2 Dossier un documentario interamente dedicato alla Certosa, filmando la vita dei monaci.

## I presunti ospiti della Certosa: Ettore Majorana e Lennann Leroy
Nel marzo del 1938 il famoso fisico Ettore Majorana, allievo di Enrico Fermi, scomparve all'età di 32 anni. Lo scrittore Leonardo Sciascia ipotizzò che in realtà si fosse ritirato a vita eremitica nella Certosa di Serra San Bruno, ma questo fu sempre negato dai monaci dell'ordine certosino.
Fu ospite certamente invece Lennann Leroy, un reduce americano della Guerra di Corea, ma confuso dai media, attraverso un falso scoop, con il pilota che sganciò la bomba atomica a Hiroshima.

### Fonti consultate
- P. Basilio Caminada, San Bruno. La Sua vita, il Suo Ordine, la Sua tomba, Serra San Bruno, Tipo-legatoria Mele, 1977.
- Tonino Ceravolo e Antonio Zaffino (a cura di), La Certosa dei Santi Stefano e Bruno. Storia Spiritualità Arte Architettura, Serra San Bruno, Museo della Certosa, 2003.
- Pietro De Leo (a cura di), San Bruno di Colonia: un eremita tra Oriente e Occidente, Soveria Mannelli, Rubbettino, 2004, ISBN 88-498-0857-7. URL consultato l'8 ottobre 2010.
- Benedetto Tromby, Storia critico-cronologica diplomatica del Patriarca S. Brunone e del suo Ordine Cartusiano, Napoli, Vincenzo Orsino, 1773-1779.

### Altre letture
- Cesare Mulè, La Certosa di Serra S. Bruno, Cava dei Tirreni, Arti Grafiche Di Mauro, 1962.
- Franco Domestico, Relazione tecnico-artistica. Progetto per il consolidamento, la sistemazione e il restauro degli Edifici conventuali e Monumentali della Certosa di Serra San Bruno, Catanzaro, 30.III.1963.
- Ilario Principe, La Certosa di S. Stefano del Bosco a Serra S. Bruno. Fonti e documenti per la storia di un territorio calabrese, Chiaravalle Centrale (CZ), Frama Sud, 1980.
- P.Basilio Caminada, L'architettura della Certosa di Serra San Bruno - Estratto da: I Beni Culturali e le chiese di Calabria - Atti del Convegno Ecclesiale regionale promosso dalla Conferenza Episcopale Calabra - Reggio Calabria-Gerace, 24-26 ottobre 1980, Reggio Calabria, Laruffa Editore, 1981.
- Ilario Principe (a cura di), L'immagine nascosta. Lastre fotografiche di fine secolo alla Certosa di Serra San Bruno - Catalogo della Mostra a Santa Maria di Serra San Bruno, luglio-settembre 1983, Firenze, Comitato Pro Santa Maria, 1983.
- Gianfranco Gritella, La Certosa di S. Stefano del bosco a Serra San Bruno. Documenti per la storia di un eremo di origine normanna, Savigliano, Edizioni L'Artistica, 1991.
- Leonardo Calabretta, Certosini e cistercensi. La certosa di Serra e i cistercensi (1192-1514), Cosenza, Luigi Pellegrini Editore, 2007, ISBN 978-88-8101-381-4. URL consultato l'8 ottobre 2010.
- AA.VV, San Bruno e i certosini, Una vita di preghiera nelle Serre Calabresi, Soveria Mannelli, Rubbettino, 2020, ISBN 9788849862607.